# Mecynome aenescens
Mecynome aenescens är en skalbaggsart som beskrevs av Bates 1885. Mecynome aenescens ingår i släktet Mecynome och familjen långhorningar.
Artens utbredningsområde är Guatemala. Inga underarter finns listade i Catalogue of Life.